# Réserve écologique G.-Oscar-Villeneuve
La réserve écologique G.-Oscar-Villeneuve est située sur le versant nord de la rivière Sainte-Marguerite. Elle vise la protection d'une forêt composée de sapinières à bouleau blanc et de sapinières à bouleau jaune, représentatif des Laurentides centrales.
Le nom de la réserve rend hommage à Georges-Oscar Villeneuve (1914-1982), un des premiers et un des plus importants météorologues du Québec.

## Mandat
Cette réserve écologique fut créée pour assurer la protection d'écosystèmes représentatifs des régions écologiques des contreforts des Laurentides, des montagnes du Saguenay et des moyennes Laurentides de la rivière Jacques-Cartier. Il s'agit d'une étendue de sapinières à bouleau jaune et à bouleau blanc. Ce territoire contient environ 580 hectares (5,8 km2).

## Description
Le territoire est montagneux à une altitude oscillant entre 165 et 640 mètres. Les roches de la région datent principalement du précambrien où la dernière glaciation a déposé des tillites. Ces dépôts sont généralement minces et le roc affleure souvent.
Les forêts sont des sapinières à bouleaux où le bouleau jaune se mêle d'érables à sucre, de frênes noirs et de sapins baumiers à basse latitude et plus haut, les conditions plus difficiles font que l'épinette noire domine. La sapinière à bouleau blanc occupe encore ces sites au drainage modéré en altitude.

## Faune
Le territoire est occupé par de nombreuses espèces caractéristiques de la forêt boréale dont : le lièvre d'Amérique, la gélinotte huppée, l'écureuil roux, les éperviers, mésanges, pinsons et pics bois. La grande diversité des milieux humides permet la survie de plusieurs ongulés dont le cerf de Virginie et l'orignal. 